# Амаринкеј
Амаринкеј (грч. Ἀμαρυγκεύς) је у грчкој митологији било име више личности.

## Етимологија
Име Амаринкеј има значење „брзо летење“.

## Митологија
- У Хомеровој „Илијади“, али и према Аполодору и Паусанији, био је један од краљева Елиде у доба када је власт над овом земљом била подељена. Власт је поделио Аугија, предосећајући да ће га Херакле напасти. Амаринкеј је описан као неустрашив и тврдило се да је свој део стекао победом. Борио се на двоколицама, али га је оборио Нестор и отео му их је. Сахрањен је у Бупрасијуму, приобалном граду на северозападу Елиде. Био је син Питија, исељеника из Тесалије. Имао је синове Хипострата и Диора.[2][1]

- Према Хигину, био је учесник тројанског рата, у који је довео деветнаест бродова.[3] Предводио је Микенце. Био је Онесимахов син[4], али се као његов отац помињао и Акетор. Неки извори указују да је ово иста личност као и претходни, те да није учествовао у тројанском рату, већ његов син Диор.[5]